# Aleksander Ogrodnik
Aleksander Ogrodnik, ps. „Szulc” (ur. 12 grudnia 1897, zm. 1977 w Pabianicach) – kapitan piechoty Wojska Polskiego, członek Związku Walki Zbrojnej.

## Życiorys
W okresie II Rzeczypospolitej służył w 31 pułku Strzelców Kaniowskich w Sieradzu. Był tam kolejno: w latach 1921–1926 dowódcą kompanii, potem batalionu, zastępcą oficera mobilizacyjnego, a w końcu adiutantem dowódcy pułku. 3 maja 1922 roku został zweryfikowany w stopniu porucznika ze starszeństwem z dniem 1 lipca 1921 roku w korpusie oficerów piechoty. 29 kwietnia 1933 roku został awansowany na kapitana ze starszeństwem z dniem 1 stycznia 1933 roku i 68. lokatą w korpusie oficerów piechoty. Z pułkiem odbył wojnę obronną 1939, zdołał uniknąć niewoli niemieckiej i po zakończeniu działań wojennych wrócił do Sieradza.
Zaangażował się tam od razu do działalności konspiracyjnej. Komendant Okręgu Łódzkiego Związku Walki Zbrojnej, ppłk Leopold Okulicki ps. „Johan Muller”, wyznaczył go na dowódcę Obwodu Sieradzkiego z zadaniem podporządkowania sobie grup oporu w Sieradzkiem i zorganizowania placówki ZWZ na wzór wojskowy. Zaprzysiężony przez kpt. Zygmunta Waltera-Janke, przystąpił z powodzeniem do działania, angażując w konspirację dawnych podkomendnych (np. st. sierż. Juliana Karolusa, Antoniego Gasiorowskiego, plut. Erwina Lercha) oraz byłych członków Przysposobienia Wojskowego i innych organizacji paramilitarnych. Tych, którzy mieli niemieckie nazwiska, nakłaniał do przyjęcia volkslisty dla wywiadowczych potrzeb organizacji. Mimo ciężkiej zimy (1939/1940) docierał osobiście do odległych od Sieradza wsi w celu rozszerzenia działalności powierzonego mu Obwodu. Stworzył sieć placówek, mianował ich dowódców, m.in. pchor. mar. J. Okońskiego ps. „Czarny Janek” mianował komendantem II Rejonu (gm. Bogumiłów, Barczew, Majaczewice), dr. Romana Ziębę - komendantem miejskim, por. Jana Kaczmarkiewicza ps. „Janek” - komendantem Rejonu „Męka” (gm. Rossoszyca, Męka, Wojsławice). Stworzył zalążki grupy dywersyjnej i wywiadu, do zimy 1939/40 podporządkował sobie lokalne grupy Stronnictwa Narodowego z Warty, Szadku i Widawy. 22 czerwca 1940 roku został aresztowany, lecz nie rozpoznany jako oficer i członek konspiracji. Przewieziono go do obozu Sachsenhausen. Udało mu się jednak przeżyć. Po wojnie osiadł w Pabianicach, gdzie zmarł w 1977.

## Ordery i odznaczenia
- Medal Niepodległości (16 marca 1937)[3]
- Srebrny Krzyż Zasługi (10 listopada 1928)[4]
- Medal Pamiątkowy za Wojnę 1918–1921[5]
- Medal Dziesięciolecia Odzyskanej Niepodległości[5]